# 乐寿堂
乐寿堂是北京颐和园中的建筑。

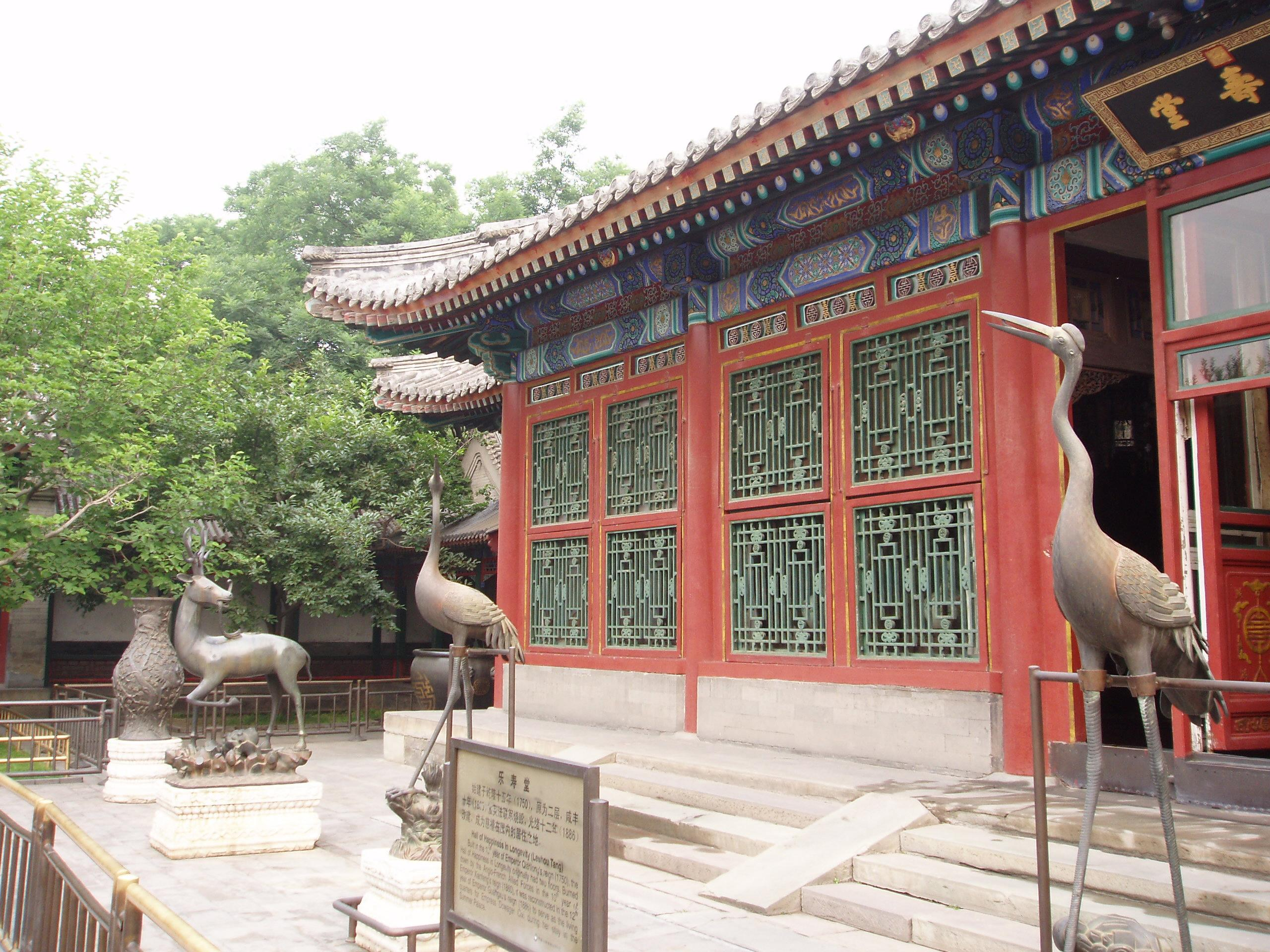

該堂最初建于乾隆十五年（1750年），是乾隆皇帝在他母親孝聖憲皇后60歲生日時為慶祝所建的。後來在1860年為英法聯軍燒毀，一直到1887年再度重建。曾是慈禧太后寝宫。慈禧太后当政后期，许多重大决策都是在这里作出。
外有水木自親碼頭，有牌坊，是清宮中最早安裝電燈的地方之一。院子分為三路，中路樂壽堂為慈禧太后居所，中部為起居空間，內有寶座、御案、圍屏、宮扇，西間為寢宮，東間為更衣室。堂前陳列銅鹿、銅鶴、寶瓶，取「六合太平」諧音。寢宮內的文物有用珍珠、瑪瑙、翡翠製成的花籃，用金銀和各種寶石鑲嵌的四季花卉壁畫等。樂壽堂前有明代米萬鍾遺留的「青芝岫」巨石，院中栽培玉蘭、海棠、牡丹，取「玉堂富貴」之意。後院原有乾隆時期遺留之古玉蘭樹，2005年枯死移除。東跨院後半部稱「永壽堂」，為太監總管李蓮英住所。西跨院北部有假山，以及坐落於山上的扇面殿「揚仁風」。揚仁風院落西南角即長廊入口。